# Province de Capitán Prat
La province chilienne de Capitán Prat se situe dans la région Aisén del General Carlos Ibáñez del Campo, au sud des provinces d'Aisén et de General Carrera, au nord de la province de Última Esperanza, à l'ouest de la province argentine de Santa Cruz et à l'est de l'océan Pacifique. 

## Communes
La province comprend les communes suivantes : 
1. Cochrane
2. Villa O'Higgins
3. Tortel